# 白花异叶苣苔
白花异叶苣苔（学名：Whytockia tsiangiana），为苦苣苔科异叶苣苔属下的一个植物变种。